# Солона (ліва притока Верхньої Терси)
Соло́на (інша назва — Солоне́нька) — річка в Україні, ліва притока Верхньої Терси (басейн Дніпра), в межах Запорізького району Запорізької області.

## Назва
Назву річки найчастіше пов'язують з тим, що по її течії ґрунти найчастіше переходять у солончаки. До того ж, вода в деяких місцевих колодязях і в самій річці має гіркуватий, солонуватий присмак, тобто вона насичена солями.
За іншою версією — походження назви річки від місцевості, через який в давнину пролягав Солоний (Соляний) шлях — тобто дорога, якою чумаки везли сіль, а на берегах цих невеличких річок перепочивали. Отже, назва річки Солона вписується в гідрономіку цієї географічної зони. Річку, яка показувала дорогу до соляних місць, люди могли назвати Солоною.

## Опис
Довжина річки 45,5 км, площа басейну — 365 км². Долина — трапецієподібна, завширшки до 1,5 км, завглибшки до 30 м, місцями зі стрімкими схилами, розчленованими ярами й балками. Річище слабо звивисте (у пониззі більш звивисте), завширшки до 5 м, місцями пересихає. Похил річки — 1,5 м/км. Споруджено декілька ставів.

## Розташування
Річка Солона бере початок у селі Солоному. Тече спершу на південь і південний схід, далі на схід, потім повертає на південь, у пониззі — знову на схід. Впадає до Верхньої Терси на схід від села Нововікторівки.

## Притока
- Балка Ропівська (права)